# Billy the Cat
Billy the Cat è una serie televisiva animata prodotta in Francia da Films du Triangle, Network of Animation, Dupuis, Westcom, Sofidoc e EVA Entertainment. Adattamento dell'omonimo fumetto franco-belga creato da Stéphane Colman e Stephen Desberg, tratta della vita quotidiana e segreta degli animali urbani ma, sebbene i personaggi siano gli stessi, la serie e il fumetto mantengono approcci molto diversi, così come la storia e le situazioni.

## Trama
Billy Colas è un normale scolaretto umano che si diverte a tormentare e a fare dispetti agli animali. Un giorno, mentre tenta di fare uno scherzaccio a un gatto, viene colto in flagrante da un mago di nome Alì Kazam, il quale decide di trasformare il bambino in un gatto come giusta punizione e, per evitare che la famiglia del ragazzino si preoccupi, fa assumere al suo gatto la forma di Billy stesso.
Dopo un momento di smarrimento, Billy, inseguito da un feroce cane, si rifugia in un vecchio palazzo che sta per essere abbattuto, ma precipita dall'ultimo piano e viene salvato da Hubert, un gatto bianco di buon cuore, che, dopo avergli dato qualche lezione di sopravvivenza, lo porta a casa sua: una vecchia Cadillac, ammassata in una discarica. Billy però non accetta la sua nuova condizione e torna alla sua vecchia abitazione. Viene accolto dalla sua sorellina che, ignara, decide di tenerlo come animale domestico. Il cane di casa non vede però di buon occhio il nuovo arrivato e Billy si caccia nei guai, ma viene salvato nuovamente dal tempestivo intervento di Hubert.
Questo dà tempo a Billy di scappare, ma Hubert viene imprigionato in una gabbietta. La famiglia chiama l'accalappia-animali e Billy torna indietro per salvare l'amico in difficoltà. Insieme riescono a fuggire e a tornare alla Cadillac. Da questo momento Billy, assieme allo scettico Hubert e ad altri amici, ma anche nemici che troverà nel corso della serie, vivrà molte avventure, sperando così, un giorno, di ritrovare Alì Kazam e convincerlo a farlo tornare umano.

## Personaggi
- Billy (Billy Colas): il protagonista, un dispettoso ragazzino umano che fa continuamente scherzacci agli animali. Verrà trasformato in un gatto dal mago Alì Kazam per punizione e da quel momento capirà il significato della vita da animale.
- Hubert: un gatto bianco con un farfallino verde, dai modi aristocratici. Diventerà amico di Billy e lo accompagnerà in tutte le sue avventure, anche se non crederà mai che il micio è in realtà un essere umano.
- Queenie: una deliziosa gattina bianca che diventerà, nel corso della serie, amica sia di Billy che di Hubert.
- Jumbo: uno sbadato piccione. Billy lo salverà dalle fauci di Hubert e diventerà suo amico.
- Mefisto/Sanctifer: un gatto grigio sfregiato perfido e prepotente.
- Alì Kazam: il mago che trasforma Billy in gatto per impartirgli una lezione di moralità.

## Doppiaggio
| Personaggio       | Voce francese     | Voce italiana       | Voce italiana     |
| Personaggio       | Voce francese     | Edizione 1996       | Edizione 2011     |
| ----------------- | ----------------- | ------------------- | ----------------- |
| Billy             | Circé Lethem      | Laura Latini        | Stefano Brusa     |
| Hubert            | Robert Guilmard   | Ambrogio Colombo    | Franco Mannella   |
| Queenie           | Géraldine Frippia | Maura Cenciarelli   | Letizia Scifoni   |
| Jumbo             | ?                 | Roberto Del Giudice | ?                 |
| Mefisto/Sanctifer | Alain Louis       | Diego Reggente      | Roberto Draghetti |
| Alì Kazam         | ?                 | ?                   | ?                 |

## Elenco episodi
Questa è la lista degli episodi trasmessi in Italia su Rai 2 da marzo a giugno 2011:

### Stagione 1
1. Billy diventa gatto (Billy becomes a cat)
2. Il coraggio di Billy (The cat that couldn't miaow)
3. Patatine e microchip	(Microchip)
4. I piccioni alla riscossa (Pigeon pie)
5. Gattini in pericolo (Sewer cats)
6. La macchina catabolizzatrice (The rescue)
7. Detective Hubert (The big Meow)
8. Gatti di contrabbando (The jolly mouser)
9. Hubert e la siamese ammaliatrice (Hubert and the Siamese siren)
10. Viaggio su Marte (Cat burglar)
11. Cibo per gatti (A star is born)
12. Una casa per Billy (A clockwork bone)
13. Lo sfratto (Catz'n the hood)
14. ? (Cool cat) *Non trasmesso
15. Vermetto in fuga (One of our tail is missing)
16. Oh, l'amore… (Romeo and Juliet)
17. Grosso guaio a Chinatown (Wok on the wild side)
18. Il grande nulla viola (The great purple nothing)
19. Il fascino della vita selvatica (Born to be a wildcat)
20. Scimmie spaziali (Monkey business)
21. Avventura in mongolfiera (Snowbound)
22. Attenti al cane! (Gutbucket)
23. Il piccione che cadde sulla Terra (The pigeon that fell on the Earth)
24. La leggenda di Gattopatra (Curse of Catopatra)
25. Ritorno a casa (I'm not an animal)
26. Una scelta difficile (Billy's last chance)

### Stagione 2
1. Chi la fa l'aspetti (Home sweet haunted home)
2. Billy, il gatto pilota (Airborne hijinks)
3. Un gatto di nome Rex (A cat named Rex)
4. Per amore dell'arte (For art's sake)
5. Luci! Motore! Azione! (Lights, camera, action)
6. Un derby per Billy (Derby Billy)
7. Il re dei topi (King of the rats)
8. Lo spettacolo della notte del raccolto (The show must go on)
9. Il canto del gallo (Tuneless)
10. Il nuovo look (Queenie's new bow)
11. Il destino stellare (Happy Starday!)
12. Gita in montagna (Running wild)
13. Una puzzola in città (Eau de junkyard)
14. La baia del pescegatto (Paws, jaws and claws)
15. Fermiamo il tempo (From whom the bell tolls)
16. Jumbo, l'aviatore (Jumbo flyer)
17. Un lavoro per cani (Pride and prejudice)
18. Il fischietto (The amulet of Cerberus)
19. Un cane per amico (The trouble with Bob)
20. Il grande Glorb (Invasion of the cat nappers)
21. In cerca di cibo (Fish food)
22. Amore fraterno (Brotherly love)
23. Un coraggio da leone (The kitten that roared)
24. Robodog (Robodog)
25. Billy e Marilyn (Double Billy)
26. ? (Speak no evil) *Non trasmesso

Alcuni episodi sono stati pubblicati in alcune VHS della serie "La Repubblica - Supercartoon" con il primo doppiaggio (edizione 1996), allegate ai quotidiani de La Repubblica, insieme ad alcuni episodi della serie animata Grimmy.

## Il fumetto

### Differenze tra il fumetto e la serie animata
A differenza del cartone, il fumetto presenta toni meno leggeri ed è diretto ad un pubblico più maturo.
In esso, Billy non viene trasformato in gatto da un mago, ma muore investito da un'auto mentre attraversa imprudentemente una strada. Nella vita ultraterrena gli viene detto che le sue possibilità di entrare in Paradiso sono molto scarse, a causa delle sue continue malefatte, ma gli viene data una seconda possibilità: potrà tornare sulla Terra, sotto forma di un giovane gatto, conservando comunque i suoi ricordi umani. Billy si ritrova quindi a dover sopravvivere in un mondo sconosciuto e questa nuova vita lo cambierà, facendolo diventare più altruista e generoso.
Nel complesso quindi il fumetto presenta un'atmosfera più cupa e drammatica, con avventure più intense e una trama più lineare, ma rimane in comune con la serie televisiva il carattere umoristico ed i personaggi eccentrici.

### Album
Disegni: Stéphane Colman 
 Sceneggiatura: Stephen Desberg
- 1. Dans la peau d'un chat, 1990
- 2. Le destin de Pirmin, 1991
- 3. L'été du secret, 1994
- 4. Saucisse le terrible , 1996
- 5. L'oeil du maître, 1997
- 6. Le choix de Billy, 1999

Disegni: Llin Marco 
 Sceneggiatura: Stephen Desberg
- 7. La bande à Billy, 2002

Disegni: Peral 
 Sceneggiatura: Stephen Desberg
- 8. La vie de chaton, 2003

Disegni: Peral 
 Sceneggiatura: Stephen Desberg e Janssens
- 9. Monsieur papa, 2005

Disegni: Peral 
 Sceneggiatura: Janssens
- 10. Les machines à ronronner, 2006
- 11. Le chameleon, 2007

## Sigle
- La sigla d'apertura è stata scritta da Fabrizio Mazzotta e cantata da Massimiliano Alto.
- La nuova sigla del 2011 è cantata da Mirko Albanese.